# 安娜·普拉卡岑
安娜·维塔利耶芙娜·普拉卡岑（俄语：Анна Витальевна Пракатень，1992年9月6日—）生于白俄罗斯明斯克，是一名先后代表白俄罗斯、俄罗斯和乌兹别克斯坦参赛的赛艇运动员。她在2005年开始练习赛艇运动，2016年前一直代表白俄罗斯参赛。后来，她归化至俄罗斯，并加入俄罗斯国家队。2021年，她在东京奥运获得女子单人双桨银牌，成为41年来首位获得该小项奥运奖牌的苏联/俄罗斯籍选手。世界划船總會于2022年因俄罗斯入侵乌克兰事件而决定禁止俄罗斯运动员参加国际赛艇比赛，受此影响，她于2023年4月决定归化至乌兹别克斯坦，以便能参加国际比赛。